# Cars (Franchise)
Cars ist ein US-amerikanisches Multimedien-Franchise der Walt Disney Company. Es besteht aus der Filmtrilogie Cars (2006), Cars 2 (2011) und Cars 3: Evolution (2017), sowie den Ablegern Planes (2013) und Planes 2 – Immer im Einsatz (2014). Von 2008 bis 2014 wurde die Fernsehserie Cars Toon – Hooks unglaubliche Geschichten ausgestrahlt. Im Jahr 2022 folgte auf Disney+ die Serie Cars on the Road.

## Geschichte
Das Franchise begann mit dem Originalfilm von 2006. Zu dieser Zeit war es der Pixars Film, der am wenigsten gut von Kritikern aufgenommen wurde.
Am 7. November 2006 wurde der Kurzfilm Hook und das Geisterlicht als Extra auf der Cars-DVD veröffentlicht. Eine Reihe von Kurzfilmen namens Cars Toons wurde produziert und auf dem Disney Channel ausgestrahlt, um das Interesse aufrechtzuerhalten. Die Marke hatte zum Zeitpunkt der Veröffentlichung von Cars 2 im Jahr 2011 Merchandise im Wert von fast 10 Milliarden US-Dollar verkauft.
Im Jahr 2007 wurde Cars Quatre Roues Rallye im Disneyland Paris eröffnet. Im Sommer 2012 wurde der 12 Hektar große Themenbereich Cars Land bei Disney California Adventure in Anaheim als Hauptbestandteil der Parkrenovierung im Wert von 1 Milliarde US-Dollar eröffnet.

## Filme
| Titel                       | Veröffentlichung (Deutschland) | Regie                      | Drehbuch                                                                         | Geschichte                                              | Produktion        |
| --------------------------- | ------------------------------ | -------------------------- | -------------------------------------------------------------------------------- | ------------------------------------------------------- | ----------------- |
| Cars                        | 7. September 2006              | John Lasseter & Joe Ranft  | Dan Fogelman, John Lasseter, Joe Ranft, Kiel Murray, Phil Lorin & Jørgen Klubien | John Lasseter, Joe Ranft & Jørgen Klubien               | Darla K. Anderson |
| Cars 2                      | 28. Juli 2011                  | John Lasseter & Brad Lewis | Ben Queen                                                                        | John Lasseter, Brad Lewis & Dan Fogelman                | Denise Ream       |
| Cars 3: Evolution           | 28. September 2017             | Brian Fee                  | Kiel Murray, Bob Peterson & Mike Rich                                            | Brian Fee, Ben Queen, Eyal Podell & Jonathon E. Stewart | Kevin Reher       |
| Ableger                     |                                |                            |                                                                                  |                                                         |                   |
| Planes                      | 29. August 2013                | Klay Hall                  | Jeffrey M. Howard                                                                | John Lasseter, Klay Hall & Jeffrey M. Howard            | Traci Balthazor   |
| Planes 2 – Immer im Einsatz | 14. August 2014                | Roberts Gannaway           | Bobs Gannaway, Jeffrey M. Howard                                                 | Bobs Gannaway, Jeffrey M. Howard                        | Ferrell Barron    |

## Fernsehserien
| Serie                                      | Staffeln | Episoden | Erstveröffentlichung Deutschland | Finale             | Plattform      |
| ------------------------------------------ | -------- | -------- | -------------------------------- | ------------------ | -------------- |
| Cars Toon – Hooks unglaubliche Geschichten | 2        | 15       | 12. März 2010                    | 21. September 2014 | Disney Channel |
| Cars on the Road                           | 1        | 9        | 8. September 2022                | –                  | Disney+        |

## Kurzfilme
| Jahr                   | Titel                          | Regie                       | Drehbuch                               | Geschichte                             | Produktion                    |
| ---------------------- | ------------------------------ | --------------------------- | -------------------------------------- | -------------------------------------- | ----------------------------- |
| 2006                   | Hook und das Geisterlicht      | John Lasseter & Dan Scanlon | Joe Ranft, John Lasseter & Dan Scanlon | Joe Ranft, John Lasseter & Dan Scanlon | Mark Nielsen                  |
| 2014                   | Vitaminamulch: Air Spectacular | Dan Abraham                 | Todd Garfield                          | Todd Garfield                          | Tim Pauer                     |
| 2017                   | Miss Fritters Rennsportschule  | James Ford Murphy           | James Ford Murphy                      | James Ford Murphy                      | Marc Sondheimer               |
| Pixar-Popcorn-Episoden |                                |                             |                                        |                                        |                               |
| 2021                   | Außerordentliches Einparken    | James Ford Murphy           | N/A                                    | N/A                                    | Maureen Giblin & Mark Nielsen |
| 2021                   | Tanzen mit den Autos von Cars  | Juan Carlos Navarro Carrión | N/A                                    | N/A                                    | Maureen Giblin & Mark Nielsen |

## Gecancelte Projekte

### To Protect and Serve
Ein fünfter Geschichten-aus-Radiator-Springs-Kurzfilm mit dem Titel To Protect and Serve war 2015 in Entwicklung. Er wurde jedoch nie veröffentlicht.
Der Kurzfilm hätte sich auf den Charakter Sheriff konzentriert, der einen obligatorischen Urlaub nimmt und zwei Neulinge (von Wendi McLendon-Covey und Aziz Ansari synchronisiert) zurücklässt, um seine Aufgaben als Polizist zu übernehmen. Dies verursacht jedoch Probleme in Radiator Springs, da die Neulinge jeden Aspekt ihrer Arbeit übertreiben, um Auszeichnungen zu erhalten, und die Stadt in eine Brutstätte abgeklebter Tatorte verwandeln. Der Sheriff spürt bald ein Ungleichgewicht und kehrt nach Hause zurück, um die „Gerechtigkeit“ in Radiator Springs wiederherzustellen.

### Planes 3 und weitere Spin-Offs
Auf der D23 Expo im Juli 2017 kündigte John Lasseter einen dritten Film der Planes-Reihe mit dem Titel Beyond the Sky an. Der Film hätte die Zukunft der Luftfahrt im Weltraum erforscht. Disney strebte ursprünglich eine Veröffentlichung des Films am 12. April 2019 an.  Im März 2018 wurde jedoch bekannt, dass der Film aus Disneys Veröffentlichungsplan gestrichen wurde, am 28. Juni desselben Jahres kündigte Disney mit John Lasseters Abgang an, dass die DisneyToon Studios geschlossen wurden, was die Entwicklung des Films endgültig stoppte.
Vor seiner Schließung plante das Studio weitere Spin-Offs des Franchise mit Schwerpunkt auf Booten, Zügen und anderen Fahrzeugen. Im November 2022 wurde eine Concept Art für einen der vorgeschlagenen Filme mit dem vorläufigen Titel Metro online veröffentlicht.

## Wiederkehrende Charaktere
| Rolle                                              | Cars-Filme             | Cars-Filme             | Cars-Filme                     | Fernsehserien              | Fernsehserien            | Planes-Filme                            | Planes-Filme | Synchronisation                |
| Rolle                                              | Cars                   | Cars 2                 | Cars 3: Evolution              | Cars Toon                  | Cars on the Road         | Planes                                  | Planes 2     | Synchronisation                |
| -------------------------------------------------- | ---------------------- | ---------------------- | ------------------------------ | -------------------------- | ------------------------ | --------------------------------------- | ------------ | ------------------------------ |
| Lightning McQueen                                  | Owen Wilson            | Owen Wilson            | Owen Wilson                    | Owen Wilson                | Owen Wilson              |                                         | Fotografie   | Daniel Brühl 1 Manou Lubowski  |
| Sir Hook                                           | Larry the Cable Guy    | Larry the Cable Guy    | Larry the Cable Guy            | Larry the Cable Guy        | Larry the Cable Guy      |                                         |              | Reinhard Brock Gerhard Jilka 2 |
| Doctor „Doc“ Hudson Der unglaubliche Hudson Hornet | Paul Newman            | Fotografie             | Paul Newman                    |                            |                          | Friedrich Schoenfelder Friedhelm Ptok 2 |              |                                |
| Sally Carrera                                      | Bonnie Hunt            | Bonnie Hunt            | Bonnie Hunt                    | Bonnie Hunt                | Bonnie Hunt              | Bettina Zimmermann                      |              |                                |
| Luigi                                              | Tony Shalhoub          | Tony Shalhoub          | Tony Shalhoub                  | Tony Shalhoub              | Tony Shalhoub            | Rick Kavanian                           |              |                                |
| Guido                                              | Guido Quaroni          | Guido Quaroni          | Guido Quaroni                  | Guido Quaroni              | Guido Quaroni            | Marcantonio Moschettini Rick Kavanian 2 |              |                                |
| Ramone                                             | Cheech Marin           | Cheech Marin           | Cheech Marin                   | Cheech Marin               | Cheech Marin             | Gudo Hoegel                             |              |                                |
| Flo                                                | Jenifer Lewis          | Jenifer Lewis          | Jenifer Lewis                  | Jenifer Lewis              | Jenifer Lewis            | Sandra Schwittau                        |              |                                |
| Sarge                                              | Paul Dooley            | Paul Dooley            | Paul Dooley                    | Paul Dooley                | Stumm                    |                                         | Fotografie   | Ekkehardt Belle                |
| Sheriff                                            | Michael Wallis         | Michael Wallis         | Michael Wallis                 | Michael Wallis             | Stumm                    |                                         |              | Jochen Striebeck               |
| Lizzi                                              | Katherine Helmond      | Katherine Helmond      | Katherine Helmond              | Katherine Helmond          | Stumm                    | Nadja Tiller Eva-Maria Lahl 2           |              |                                |
| Red                                                | Joe Ranft              | Stumm                  | Jerome Ranft                   | Jerome Ranft               | Stumm                    | Originalton                             |              |                                |
| Bully                                              | George Carlin          | Lloyd Sherr            | Lloyd Sherr                    | Lloyd Sherr                | Lloyd Sherr              | Helmfried von Lüttichau                 |              |                                |
| Mack                                               | John Ratzenberger      | John Ratzenberger      | John Ratzenberger              |                            |                          | Hartmut Neugebauer                      |              |                                |
| Chris Dinner                                       | Darrell Waltrip        | Darrell Waltrip        | Darrell Waltrip                | Christian Danner           |                          |                                         |              |                                |
| Heiko Water                                        | Bob Costas             | Gelöschte Szene        | Bob Costas                     | Heiko Waßer 1 Uwe Büschken |                          |                                         |              |                                |
| Brent Mustangburger                                |                        | Brent Musburger        |                                | Brent Musburger            | Brent Musburger          | Kai Ebel                                |              |                                |
| Colin Cowling                                      | Colin Cowherd          | Colin Cowherd          |                                | Leon Rainer                |                          |                                         |              |                                |
| Strip „The King“ Weathers                          | Richard Petty          |                        | Richard Petty                  |                            |                          | Niki Lauda 1 Axel Lutter                |              |                                |
| Chick Hicks                                        | Michael Keaton         | Bob Peterson           | Christian Tramitz              |                            |                          |                                         |              |                                |
| Tex Dinoco                                         | Howard Wheeler         | Howard Wheeler         | Norbert Gastell 1 Erich Ludwig |                            |                          |                                         |              |                                |
| Rusty Rust-eze                                     | Tom Magliozzi          | Tom Magliozzi          | Oliver Kalkofe                 |                            |                          |                                         |              |                                |
| Dusty Rust-eze                                     | Ray Magliozzi          | Ray Magliozzi          | Mario Barth 1 Hans Hohlbein    |                            |                          |                                         |              |                                |
| Mia                                                | Lindsey Collins        | Lindsey Collins        |                                | Lindsey Collins            |                          |                                         |              | Cora Schumacher                |
| Tia                                                | Elissa Knight          | Elissa Knight          | Elissa Knight                  |                            |                          |                                         |              | Cora Schumacher                |
| DJ                                                 | E.J. Holowicki         |                        |                                | E.J. Holowicki             | Unbekannt                |                                         |              |                                |
| Wingo                                              | Adrian Ochoa           | Adrian Ochoa           |                                |                            | Unbekannt                |                                         |              |                                |
| Boost                                              | Jonas Rivera           | Jonas Rivera           |                                |                            | Unbekannt                |                                         |              |                                |
| Jeff Gorvette                                      |                        | Jeff Gordon            | Jeff Gordon                    |                            | Hubertus von Lerchenfeld |                                         |              |                                |
| Cruz Ramirez                                       |                        |                        | Cristela Alonzo                | Cristela Alonzo            |                          |                                         | Maja Maneiro |                                |
| Planes-Charaktere                                  |                        |                        |                                |                            |                          |                                         |              |                                |
| Dusty Crophopper                                   |                        |                        |                                |                            |                          | Dane Cook                               | Dane Cook    | Martin Halm                    |
| Skipper Riley                                      | Stacy Keach            | Stacy Keach            | Stacy Keach                    | Alexander Duda             |                          |                                         |              |                                |
| Sparky                                             | Danny Mann             | Danny Mann             | Danny Mann                     | Jochen Bendel              |                          |                                         |              |                                |
| Chug                                               |                        | Brad Garrett           | Brad Garrett                   | Marc Rosenberg             |                          |                                         |              |                                |
| Dottie                                             | Teri Hatcher           | Teri Hatcher           | Constanze Lindner              |                            |                          |                                         |              |                                |
| Leadbottom                                         | Cedric the Entertainer | Cedric the Entertainer | Gerhard Jilka                  |                            |                          |                                         |              |                                |

## Rezeption

### Auszeichnungen
Der erste Cars-Film hatte während der Preisverleihungssaison 2006 einen sehr erfolgreichen Lauf. Viele Filmkritikerverbände wie die Broadcast Film Critics Association und das National Board of Review nannten ihn den besten animierten Spielfilm des Jahres 2006. Cars erhielt auch den Titel des am besten bewerteten animierten Spielfilms des Jahres 2006 von Rotten Tomatoes. Randy Newman und James Taylor erhielten einen Grammy Award für den Song „Our Town“, der später für den Oscar für den besten Song nominiert wurde. Der Film erhielt auch eine Oscar-Nominierung für den besten animierten Spielfilm, verlor aber gegen Happy Feet. Cars wurde außerdem bei den 33. People’s Choice Awards zum beliebtesten Familienfilm gewählt. Die prestigeträchtigste Auszeichnung, die Cars erhielt, war der erste Golden Globe Award für den besten Animationsfilm. Cars gewann 2006 auch die höchste Auszeichnung für Animationsfilme, den Annie Award. Der Film wurde außerdem für die Top 10 der AFI im Genre Animation nominiert.

### Einspielergebnisse
Mit einem Gesamteinspielergebnis von ca. 1,8 Milliarden US-Dollar befindet sich das Franchise auf dem 34. Platz der kommerziell erfolgreichsten Filmreihen. Zudem ist Cars 2 auf dem 13. Platz der erfolgreichsten Agentenfilme.
| Film                        | Einspielergebnisse in US-Dollar | Einspielergebnisse in US-Dollar | Einspielergebnisse in US-Dollar | Budget   |
| Film                        | Nordamerika                     | Deutschland                     | Weltweit                        | Budget   |
| --------------------------- | ------------------------------- | ------------------------------- | ------------------------------- | -------- |
| Cars                        | 244.082.982                     | 14.888.356                      | 461.991.867                     | 120 Mio. |
| Cars 2                      | 191.452.396                     | 18.194.707                      | 559.852.396                     | 200 Mio. |
| Cars 3: Evolution           | 152.901.115                     | 11.603.826                      | 383.930.656                     | 175 Mio. |
| Cars-Trilogie gesamt:       | 588.436.493                     | 44.686.889                      | 1.405.774.919                   | 495 Mio. |
| Planes                      | 90.288.712                      | 7.617.615                       | 240.171.783                     | 50 Mio.  |
| Planes 2 – Immer im Einsatz | 59.165.787                      | 4.924.435                       | 146.965.787                     | 50 Mio.  |
| Planes-Filme gesamt:        | 149.454.499                     | 12.542.050                      | 387.137.570                     | 100 Mio. |
| Gesamt:                     | 737.890.992                     | 57.228.939                      | 1.792.91.2489                   | 595 Mio. |

### Kritiken
Stand: 8. August 2025
| Film                        | Rotten Tomatoes     | Metacritic       | IMDb                      |
| --------------------------- | ------------------- | ---------------- | ------------------------- |
| Cars                        | 74 % (198 Kritiken) | 73 (39 Kritiken) | 7,3 (511.182 Bewertungen) |
| Cars 2                      | 40 % (216 Kritiken) | 57 (38 Kritiken) | 6,2 (241.288 Bewertungen) |
| Planes                      | 26 % (121 Kritiken) | 39 (32 Kritiken) | 5,7 (51.026 Bewertungen)0 |
| Planes 2 – Immer im Einsatz | 44 % (93 Kritiken)  | 48 (29 Kritiken) | 5,9 (21.044 Bewertungen)0 |
| Cars 3: Evolution           | 70 % (233 Kritiken) | 59 (41 Kritiken) | 6,7 (140.126 Bewertungen) |

## Andere Medien

### Videospiele
Im Laufe der Zeit wurden einige Videospiele zu den Cars- und Planes-Filmen für mehrere Spielekonsolen und Computer veröffentlicht:
- Cars (2006) für Xbox 360, Wii, PS2, PSP, Game Boy Advance, Microsoft Windows, macOS, Nintendo GameCube und DS
- Cars: Radiator Springs Adventures (2006) für Microsoft Windows und macOS
- Cars: Hook International (2007) für Wii, Nintendo DS, PS2, PS3, Xbox 360, Game Boy Advance und Windows
- Cars Race-O-Rama (2009) für Nintendo DS, PS2, PS3, PSP, Wii und Xbox 360
- The World of Cars Online (2010) für Windows und macOS
- Cars Toon: Mater’s Tall Tales (2010) für Wii
- Cars 2 (2011) für Mac, Nintendo DS, Nintendo 3DS, PS3, PSP, Wii, iOS, Windows und Xbox 360
- Kinect Rush: Ein Disney Pixar Abenteuer (2012) für Xbox 360
- Disney Infinity (2013) für Wii, Wii U, Xbox 360, PS 3, Nintendo 3DS und Windows
- Disney Planes (2013) für Wii, Wii U, Nintendo 3DS und Windows
- Cars 3: Driven to Win (2017) für Nintendo Switch, Playstation 3, PS 4, Wii U, Xbox 360 und Xbox One

### Ähnliche Filme
2006 erschienen mindestens zwei inspirierte oder direkt nachgebaute Filmreihen, A Car’s Life und The Little Cars, die auf Mockbuster hinausliefen. 2012 folgte Jets – Helden der Lüfte, ein Mockbuster zu Planes.

### Hörspiele
Zu den Filmen und Fernsehserien erschienen mehrere Hörspiele von Edel Kids.
- Cars – Das Originalhörspiel zum Kinofilm (2006)
- Cars 2 – Das Originalhörspiel zum Kinofilm (2011)
- Planes – Das Originalhörspiel zum Kinofilm (2013)
- Planes 2 – Immer im Einsatz – Das Originalhörspiel zum Kinofilm (2014)
- Cars 3: Evolution – Das Originalhörspiel zum Kinofilm (2017)

### Attraktionen in Themenparks

#### Cars Land
Cars Land ist ein 12 Hektar großes Grundstück im Disney California Adventure, das eine vollständige Nachbildung der Stadt Radiator Springs aus dem Cars-Franchise in Originalgröße enthält. Das Land umfasst Restaurants, Shops und drei Fahrgeschäfte: Mater’s Junkyard Jamboree, Luigi’s Rollickin’ Roadsters und Radiator Springs Racers, die wichtigste "E-Ticket"-Attraktion, die eine der teuersten Fahrten ist, die Disney je gebaut hat, kostete über 200 Millionen US-Dollar. Radiator Springs Racers lässt Gäste im Ornament Valley gegeneinander ein Rennen fahren, während sie auf mehrere Cars-Figuren treffen. Cars Land wurde am 15. Juni 2012 mit der Fertigstellung der Erweiterung von Disney California Adventure zusammen mit der Buena Vista Street eröffnet.
Luigi’s Rollickin’ Roadsters wurde am 7. März 2016 eröffnet und ersetzte Luigi’s Flying Tyres, eine originale Cars Land-Fahrt, die im Februar 2015 nach Beschwerden und Verletzungen geschlossen wurde.

#### Lightning McQueen’s Racing Academy
Lightning McQueen’s Racing Academy ist eine lebendige Charaktershow-Attraktion, die von Lightning McQueen am Sunset Boulevard in den Disney’s Hollywood Studios veranstaltet wird und am 31. März 2019 eröffnet wurde. Lightning McQueen’s Racing Academy ist die erste von vielen neuen Attraktionen, die im Rahmen ihrer Verlagerung in die Hollywood Studios kommen von Attraktionen mit Disney-Eigentümern wie Star Wars, Pixar und Marvel.
Ähnlich wie bei den Attraktionen Monsters, Inc. Laugh Floor in Magic Kingdom’s Tomorrowland oder Turtle Talk with Crush in mehreren Disney-Parks (z. B. Epcot) und Stitch Encounter in den nicht-amerikanischen Disney-Parks lässt Lightning McQueen’s Racing Academy Gäste mit dem Charakteren interagieren. Die anderen Attraktionen lassen Schauspieler die Charaktere sprechen, die durch digitales Puppenspiel gesteuert werden – die Steuerung digitaler animierter Figuren in Echtzeit.
Während die anderen Autos der Cars-Filme – zum Beispiel Hook, Sally Carrera und Cruz Ramirez während der Show auf Bildschirmen zu sehen sind, erscheint Lightning in physischer Autoform.